# Preis für Stadtbildpflege der Stadt München
Der Preis für Stadtbildpflege ist eine Auszeichnung, die von der Stadt München, zunächst alle drei Jahre, seit 2016 alle vier Jahre für Baumaßnahmen an oder in Zusammenhang mit Baudenkmälern und denkmalgeschützten Ensembles in München vergeben wird. Die Preisträger werden im Rahmen eines Wettbewerbs Bauen und Sanieren in historischer Umgebung ermittelt.
Ziel des Wettbewerbs und der Preisverleihung ist die Würdigung und Förderung vorbildlicher Beispiele zeitgenössischer Architektur innerhalb denkmalgeschützter Ensembles und im Zusammenhang mit Baudenkmälern.

## Geschichte
Durch einen Beschluss des Münchner Stadtrates vom 26. November 1986 wurde der Wettbewerb "Denkmalschutz und Neues Bauen", durch den die Preisträger des Preis für Stadtbildpflege ermittelt werden, zum ersten Mal für das Jahr 1987 eingeführt. Seither wird er alle drei Jahre wiederholt.
2012 wurde der Wettbewerb umbenannt in "Bauen und Sanieren in historischer Umgebung" und auf besonders erhaltenswerte Bauten der 1950er, -60er und 70er Jahre und auf energetische Sanierungen in Ensemblebereichen und in der Nähe von Baudenkmälern erweitert.

## Verfahren
Der Wettbewerb wird jeweils zu Beginn des entsprechenden Jahres ausgeschrieben. Bauherr und Architekt einer Baumaßnahme müssen sich gemeinsam für die Teilnahme an dem Wettbewerb anmelden. Angemeldet werden können folgende Baumaßnahmen:
- Neubauten in Ensemblebereichen und in der Nähe von Baudenkmälern, wesentliche Anbauten und Erweiterungen von Baudenkmälern,  Umnutzungen und Umbauten von Baudenkmälern
- Anbauten und Erweiterungen, Umnutzungen und Umbauten besonders erhaltenswerter Bauten der 1950er, -60er und -70er Jahre.
- Vorbildliche energetische Sanierungen in Ensemblebereichen und in der Nähe von Baudenkmälern

Die Baumaßnahmen müssen in den letzten sechs Jahren fertiggestellt worden sein und dürfen noch nicht an einem vorangegangenen Wettbewerb teilgenommen haben. Für die Bewerbung muss die Baumaßnahme auf einem DIN-A 0-Karton im Querformat kurz beschrieben werden. Dazu gehören:
- Angabe von Straße und Hausnummer, Namen und Anschriften des Bauherrn und des Architekten, Fertigstellungstermin des Baues
- Lageplan des Objekts im Maßstab 1 : 1000, gegebenenfalls mit Kennzeichnung der in der Nähe liegenden Denkmäler bzw. Ensembles
- Zur Beurteilung notwendige Grundrisse, Ansichten, Schnitte im Maßstab 1:200, gegebenenfalls Fassadendetails im Maßstab 1:10.
- Mindestens fünf Fotos im Format 13 × 18 cm, die zum einen die Architektur des Objekts selbst, zum anderen den Zusammenhang mit dem denkmalgeschützten Bereich aufzeigen
- Ein Erläuterungsbericht mit Darstellung des gestalterischen und technischen Problems und seiner Lösung, bei energetischen Sanierungen mit Darstellung der ergriffenen Maßnahmen und des erreichten Einspareffekts

Die Bewerbungen werden zunächst von einer ehrenamtlichen Gutachterkommission studiert, die auch Ortsbesichtigungen durchführt. Diese Kommission schlägt dem Münchner Stadtrat die Beiträge vor, die einen Preis erhalten oder eine lobende Erwähnung finden sollen. Der endgültige Beschluss erfolgt durch den Ausschuss für Stadtplanung und Bauordnung des Münchner Stadtrats.

## Preisträger
Bei jedem Wettbewerb, also alle drei Jahre, werden bis zu drei Preise in Höhe von je 2.600 Euro verliehen. Den Preis erhalten der Bauherr und der Architekt gemeinsam und zu gleichen Teilen. Weitere Beiträge, die besonders hervorragen, können eine "Lobende Erwähnung" erhalten.
| Jahr | Bauzeitraum | Bewerbungen | Beschluss        | Verleihung   | Preisträger | lobende Erwähnungen |
| ---- | ----------- | ----------- | ---------------- | ------------ | ----------- | ------------------- |
| 1987 |             |             |                  |              |             |                     |
| 1990 |             |             |                  |              |             |                     |
| 1993 |             |             |                  |              |             |                     |
| 1996 |             |             |                  |              |             |                     |
| 1999 |             | 31          |                  |              |             |                     |
| 2002 |             | 36          | 23. Oktober 2002 |              | 3           | 4                   |
| 2005 | 2002–2005   | 21          | 26. April 2006   |              | 3           | 3                   |
| 2008 | 2005–2008   | 24          | 14. Oktober 2009 | 8. März 2010 | 3           | 3                   |
| 2011 | 2006–2011   |             |                  |              |             |                     |
| 2013 | 2012–2013   |             |                  |              | 5           | 2                   |
| 2016 | 2014–2016   |             |                  |              | 7           | 2                   |